# Honda RA300
Honda RA300 — гоночный автомобиль Формулы-1, разработанный конструкторами команды Honda Racing Ёсио Накамура и Сёити Сано. Принимал участие в гонках чемпионата мира Формулы-1 сезона 1967 года.

## История

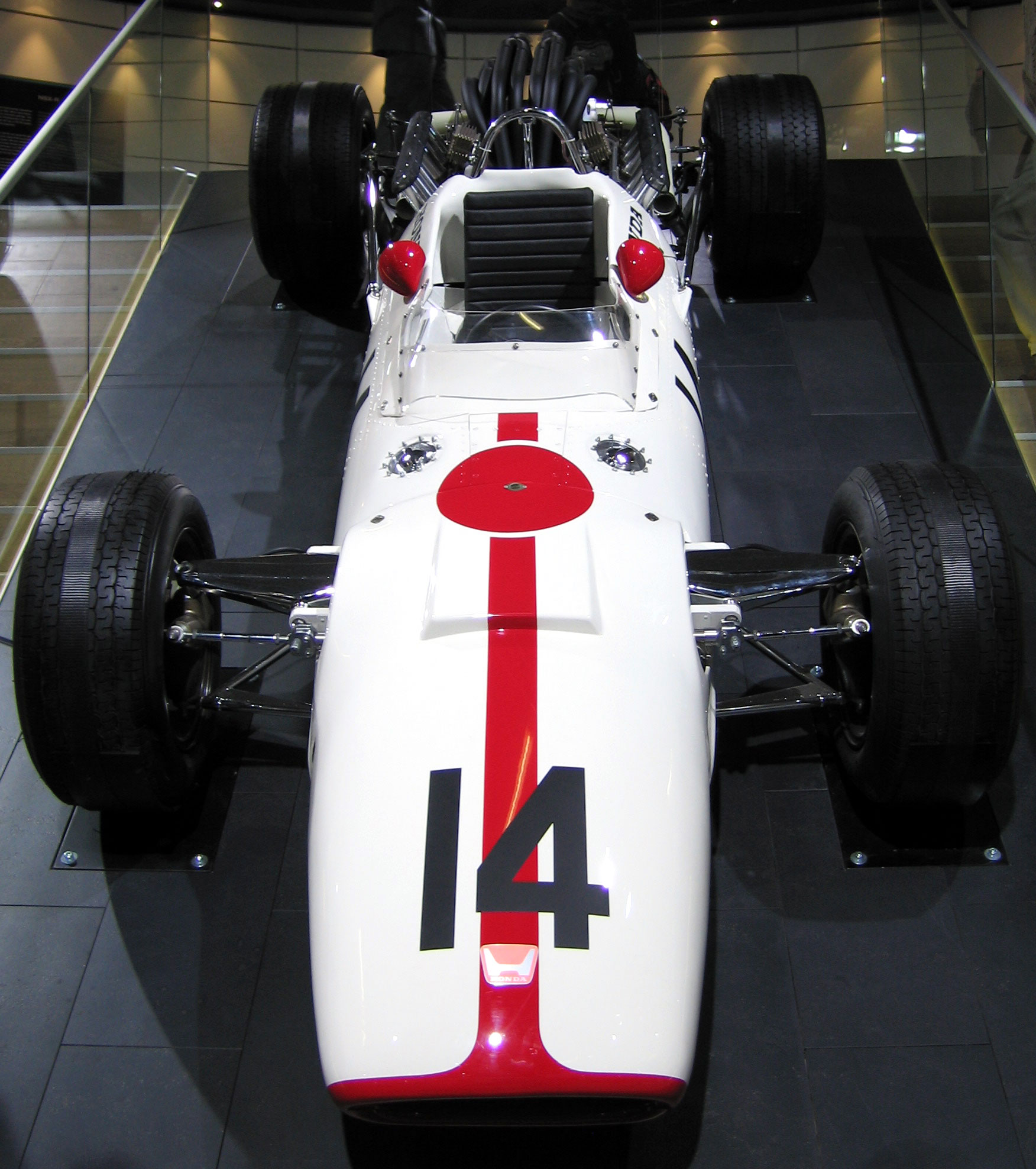
RA300 на выставке IAA во Франкфурте, 2007 год.

Модель RA300 была представлена в середине сезона 1967 года. Шасси, разработанное фирмой Lola на основе болида, участвовавшего в 500 миль Индианаполиса , имело такой же мотор как и у модели Honda RA273, однако было легче и жёстче собственных разработок команды Honda. За свои красивые формы машина даже получила от журналистов прозвище — Гондола (англ. Hondola).
Новый автомобиль выиграл первый же Гран-при, в котором принял участие — Сёртис пришёл первым в Монце. Победа досталась ему после сходов лидеров гонки на последнем круге.
RA300 использовалось командой Honda racing в первой гонке 1968 года. На Гран-при ЮАР 1968 Сёртис стартовал шестым, но из-за технических неполадок финишировал без очков — восьмым. В остальных гонках использовались шасси Honda RA301 и Honda RA302.

## Результаты в гонках
| Легенда к таблице |                                                                    |
| --- | ------------------------------------------------------------------ |
| В таблице перечислены результаты всех Гран-при Формулы-1, в которых использовался автомобиль. Строками таблицы являются сезоны, столбцами — этапы чемпионата мира. В каждой клетке указаны сокращённое название этапа и результат, дополнительно обозначенный цветом. Расшифровка обозначений и цветов представлена в нижеследующей таблице. |                                                                    |
| \| Пример \| Описание \| \| ------------ \| ------------------------------------------------------------------ \| \| 1 \| Победитель \| \| 2 \| Второе место \| \| 3 \| Третье место \| \| 5 \| Финишировал, заработав очки \| \| Сход \| Не финишировал, но при этом заработал очки \| \| 12 \| Финишировал, не получив очков \| \| НКЛ \| Финишировал, но не попал в финальную классификацию \| \| 15 \| Участвовал вне зачёта, либо по отдельной классификации \| \| 18 \| Не финишировал, но попал в финальную классификацию \| \| Сход \| Не финишировал \| \| НКВ \| Не прошёл квалификацию \| \| НПКВ \| Не прошёл предквалификацию \| \| ДСК \| Дисквалифицирован \| \| ИСК \| Исключён из протокола соревнований \| \| ТТ \| Заявлен для участия только в тренировках \| \| НС \| Участвовал в квалификации, но не стартовал в гонке \| \| Т \| Травмирован или болен \| \| ОТК \| Отказ от участия \| \| НТР \| Прибыл на соревнования, но на трассу не выезжал \| \| НПР \| Был заявлен в числе участников, но не прибыл к началу соревнований \| \| О \| Соревнования отменены \| \| \| Не участвовал \| \| Поул-позиция \| \| \| Быстрый круг \| \| |                                                                    |
| Пример | Описание                                                           |
| 1 | Победитель                                                         |
| 2 | Второе место                                                       |
| 3 | Третье место                                                       |
| 5 | Финишировал, заработав очки                                        |
| Сход | Не финишировал, но при этом заработал очки                         |
| 12 | Финишировал, не получив очков                                      |
| НКЛ | Финишировал, но не попал в финальную классификацию                 |
| 15 | Участвовал вне зачёта, либо по отдельной классификации             |
| 18 | Не финишировал, но попал в финальную классификацию                 |
| Сход | Не финишировал                                                     |
| НКВ | Не прошёл квалификацию                                             |
| НПКВ | Не прошёл предквалификацию                                         |
| ДСК | Дисквалифицирован                                                  |
| ИСК | Исключён из протокола соревнований                                 |
| ТТ | Заявлен для участия только в тренировках                           |
| НС | Участвовал в квалификации, но не стартовал в гонке                 |
| Т | Травмирован или болен                                              |
| ОТК | Отказ от участия                                                   |
| НТР | Прибыл на соревнования, но на трассу не выезжал                    |
| НПР | Был заявлен в числе участников, но не прибыл к началу соревнований |
| О | Соревнования отменены                                              |
| | Не участвовал                                                      |
| Поул-позиция |                                                                    |
| Быстрый круг |                                                                    |

| Год  | Шасси        | Двигатель         | Ш | Гонщики     | 1   | 2   | 3   | 4   | 5   | 6   | 7   | 8   | 9   | 10   | 11  | 12  | Место | Очки |
| ---- | ------------ | ----------------- | - | ----------- | --- | --- | --- | --- | --- | --- | --- | --- | --- | ---- | --- | --- | ----- | ---- |
| 1967 | Honda Racing | Honda RA273E, V12 | F |             | ЮАР | МОН | НИД | БЕЛ | ФРА | ВЕЛ | ГЕР | КАН | ИТА | США  | МЕК |     | 4     | 20   |
| 1967 | Honda Racing | Honda RA273E, V12 | F | Джон Сёртис |     |     |     |     |     |     |     |     | 1   | Сход | 4   |     | 4     | 20   |
| 1968 | Honda Racing | Honda RA273E, V12 | F |             | ЮАР | ИСП | МОН | БЕЛ | НИД | ФРА | ВЕЛ | ГЕР | ИТА | КАН  | США | МЕК | 6     | 14   |
| 1968 | Honda Racing | Honda RA273E, V12 | F | Джон Сёртис | 8   |     |     |     |     |     |     |     |     |      |     |     | 6     | 14   |